# Blytheville

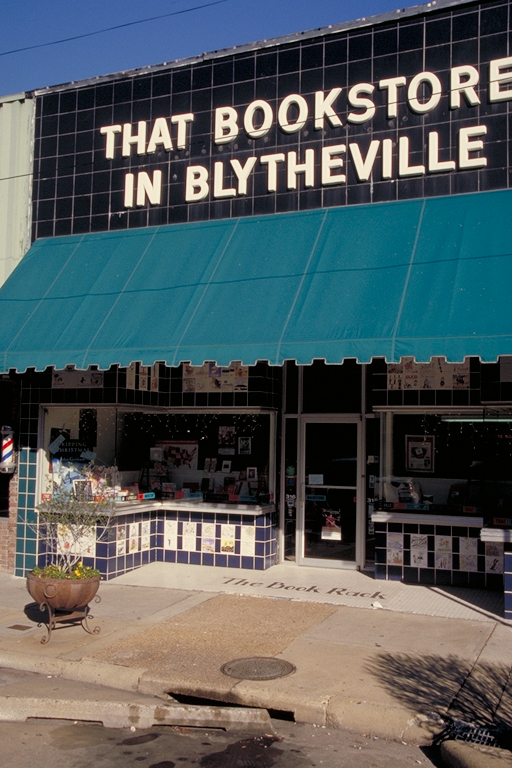
Blytheville

Blytheville é uma cidade localizada no estado americano de Arkansas, no Condado de Mississippi.

## Demografia
Segundo o censo americano de 2000, a sua população era de 18.272 habitantes. 
Em 2006, foi estimada uma população de 16.403, um decréscimo de 1869 (-10.2%).

## Geografia
De acordo com o United States Census Bureau, a localidade tem uma área de 53,5 km², dos quais 53,3 km² cobertos por terra e 0,2 km² cobertos por água. Blytheville localiza-se a aproximadamente 72 m acima do nível do mar.

## Localidades na vizinhança
O diagrama seguinte representa as localidades num raio de 24 km ao redor de Blytheville. 